# Aogashima
Aogashima (jap. 青ヶ島, dt. „blaue Insel“) ist eine Insel vulkanischen Ursprungs im Pazifischen Ozean. Sie gehört geographisch zu den japanischen Izu-Inseln und zählt wie die gesamte Inselgruppe administrativ zur Präfektur Tokio. Aogashima liegt 358 km südlich von Tokio und 71 km südlich der am nächsten liegenden Insel Hachijō-jima, von der aus sie verwaltet wird und mit der sie die Unterpräfektur Hachijō bildet.

## Geographie
Aogashima ist etwa 3,5 km lang, 2,5 km breit und weist eine Fläche von 5,97 km² auf.
Aogashima ist ein aktiver Stratovulkan. Die Insel ist geprägt von einer steilen Kliffküste sowie zwei Kegeln und einer Caldera mit dem Namen Ikenosawa (池之沢), die vor 2600 bis 2100 Jahren entstand. Der Durchmesser der Caldera beträgt etwa 1,5 km. Sowohl aus dem Hauptkrater wie aus den Seitenkratern ergossen sich wiederholt pyroklastische Ströme und Lavaströme. Vor etwa 3000 Jahren wurde die gesamte Insel von mächtigen pyroklastischen Strömen bedeckt. Im Laufe der folgenden 600 Jahre wurde der Südostkrater durch weitere Lavaströme und Ascheablagerungen aufgefüllt. Der letzte Vulkanausbruch fand zwischen 1781 und 1785 statt; bei ihm bildete sich der Schlackenkegel in der Mitte der Caldera. Bei dem Ausbruch starben etwa 140 Menschen; 1785 wurden die Inselbewohner nach Hachijō-jima evakuiert. Die folgenden 50 Jahre war die Insel unbewohnt. Der zentrale Vulkankegel heißt Maruyama (丸山, „runder Berg“) mit 211 m. Die höchste Erhebung ist der Ōdonbu (大凸部, „großes, hervorragendes Stück“) am nordwestlichen Kraterrand mit 423 m.
Seit dem Ausbruch auf Torishima im Jahr 1902 ist Aogashima die südlichste bewohnte Insel des Archipels. Die 177 (Stand: 1. März 2021) Einwohner leben im Dorf Aogashima, welches zugleich die eigenständige Gemeinde Japans mit der niedrigsten Einwohnerzahl ist. Die Bevölkerungsdichte beträgt 30 Einw. pro km². Die Siedlung befindet sich auf der leicht abfallenden Ebene nördlich des Kraterrandes.
Auf der Insel gibt es keinen Flugplatz. Sie kann lediglich mit einer Fähre oder Helikopter von der knapp 70 km entfernten Insel Hachijō-jima erreicht werden.